# يارو باتيور
يارو باتيور (بالإنجليزية: Yaro Bature)‏ (15 ديسمبر 1995 بنيجيريا - ) هو لاعب كرة قدم نيجيري في مركز الوسط. شارك مع منتخب نيجيريا لكرة القدم.

## وصلات خارجية
- يارو باتيور على موقع قاعدة بيانات كرة القدم.إي يو (الإنجليزية)
- يارو باتيور على موقع Soccerway.com (الإنجليزية)